# Aplectrum hyemale
Aplectrum hyemale är en orkidéart som först beskrevs av Henry Ernest Muhlenberg och Carl Ludwig von Willdenow, och fick sitt nu gällande namn av Thomas Nuttall. Aplectrum hyemale ingår i släktet Aplectrum och familjen orkidéer. Inga underarter finns listade i Catalogue of Life.

## Bildgalleri

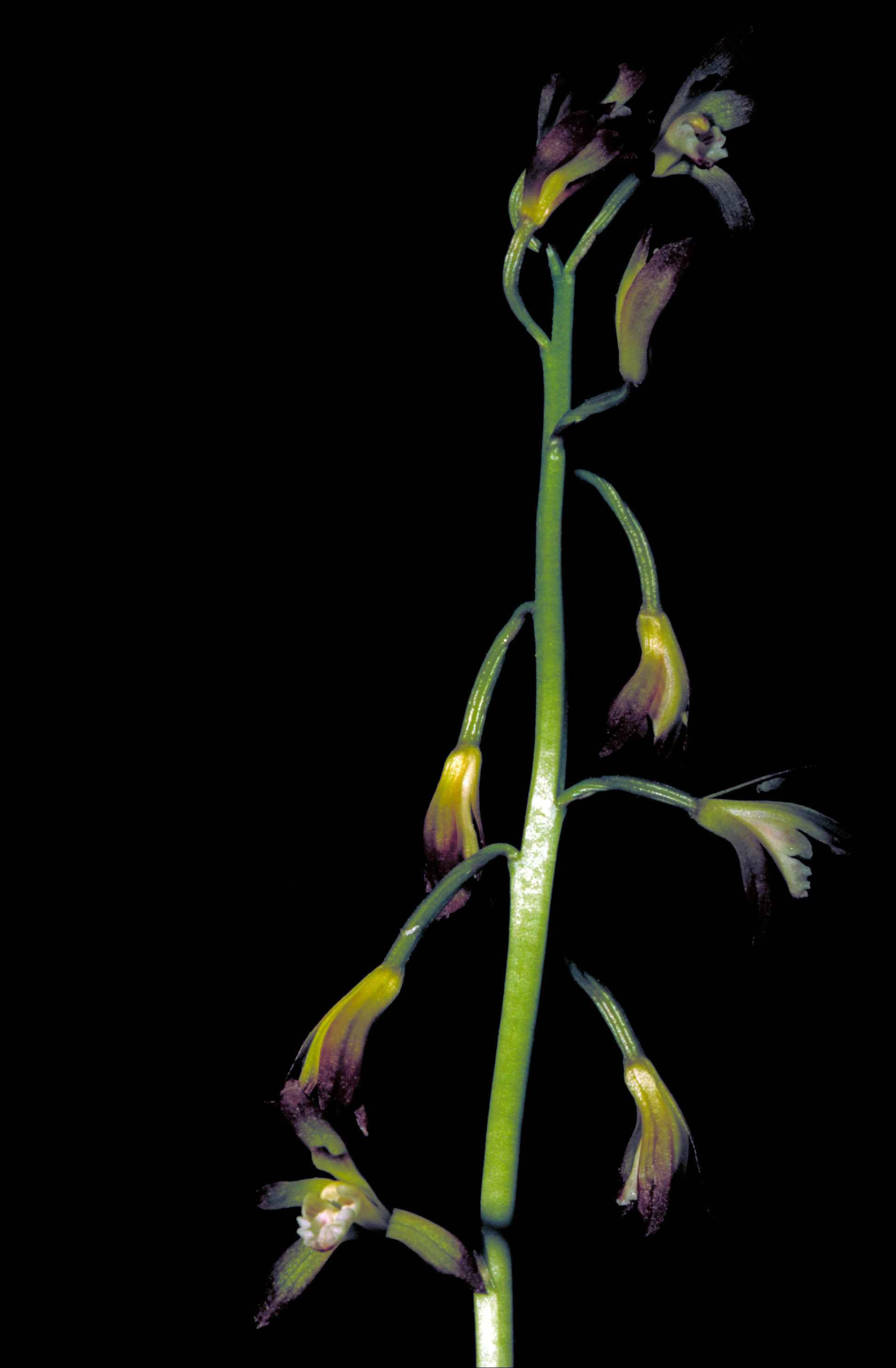
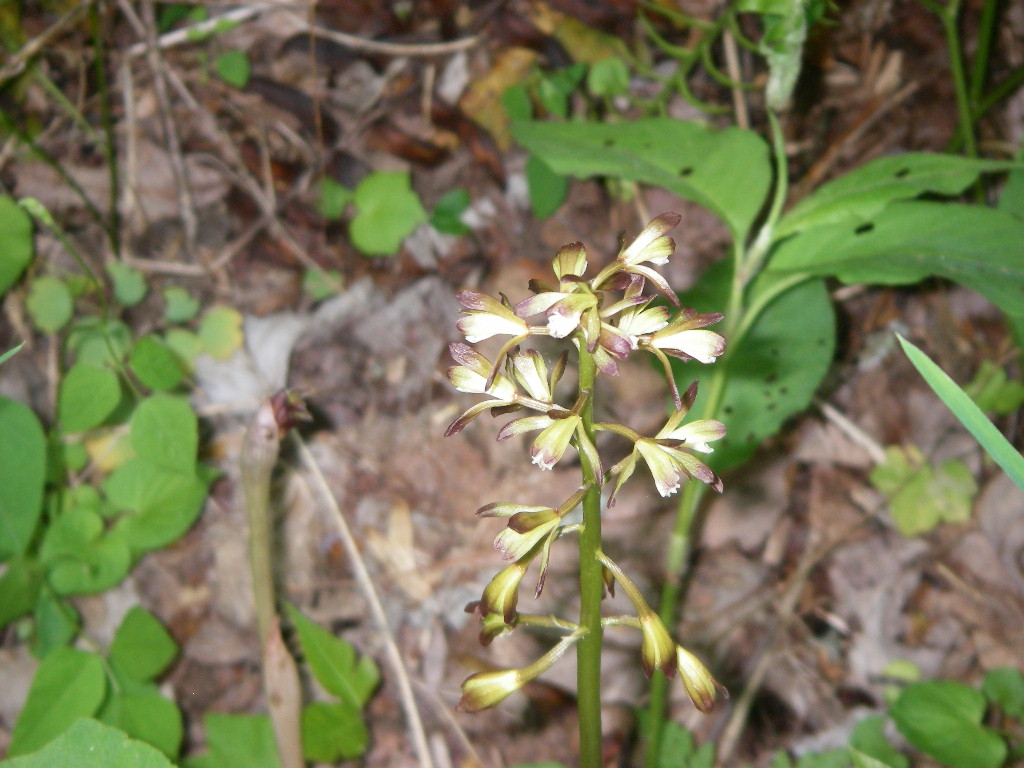
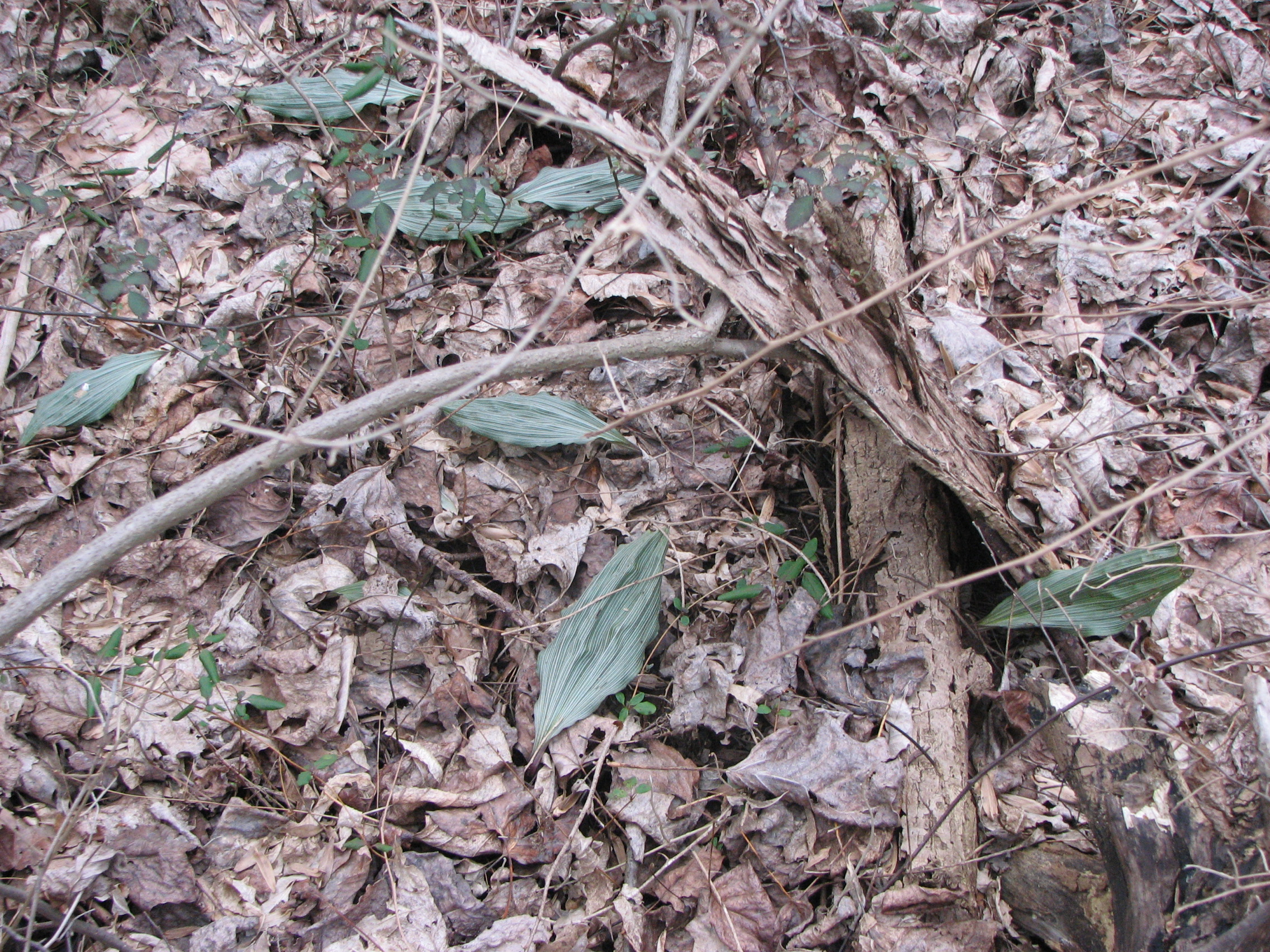
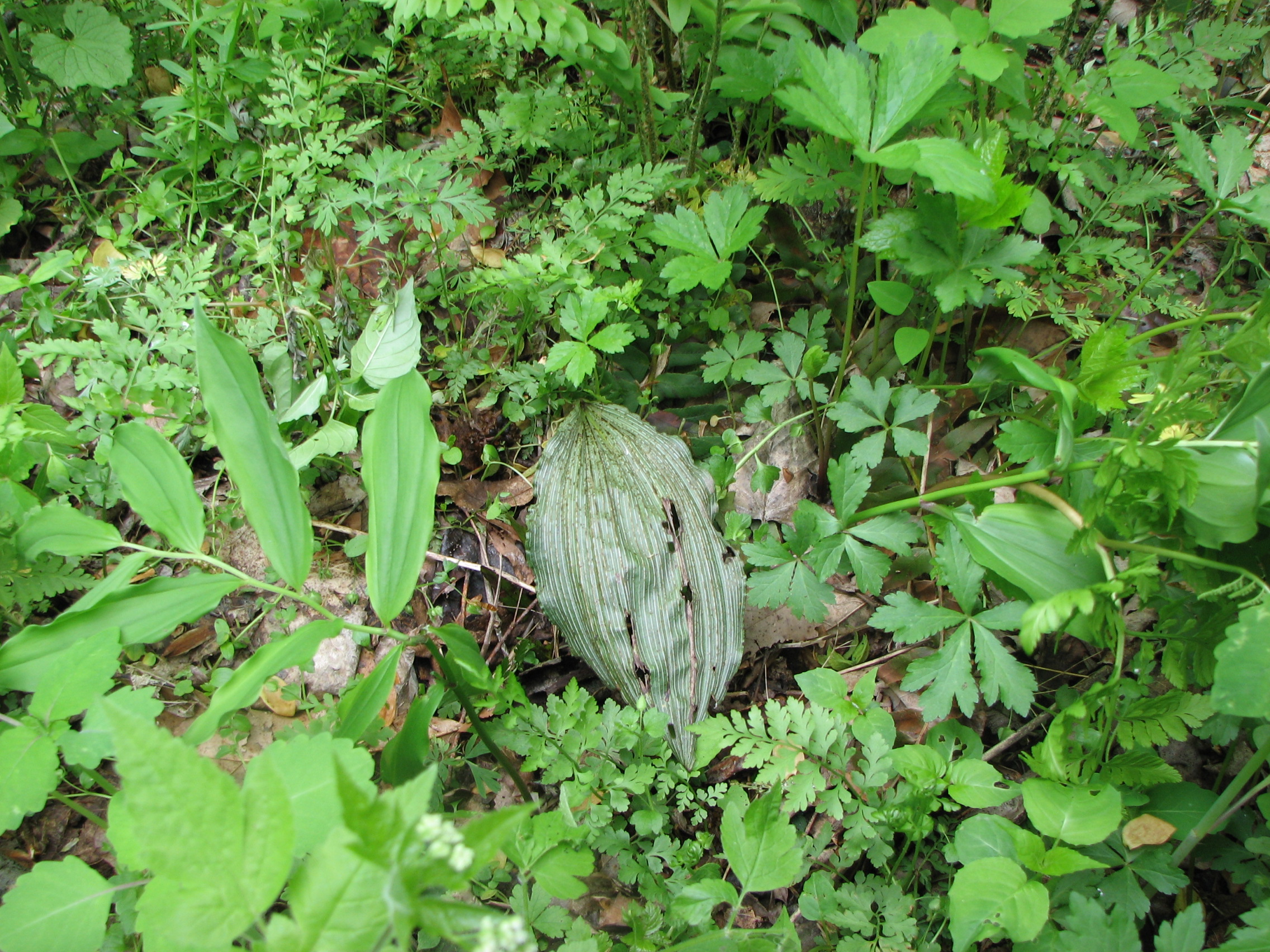
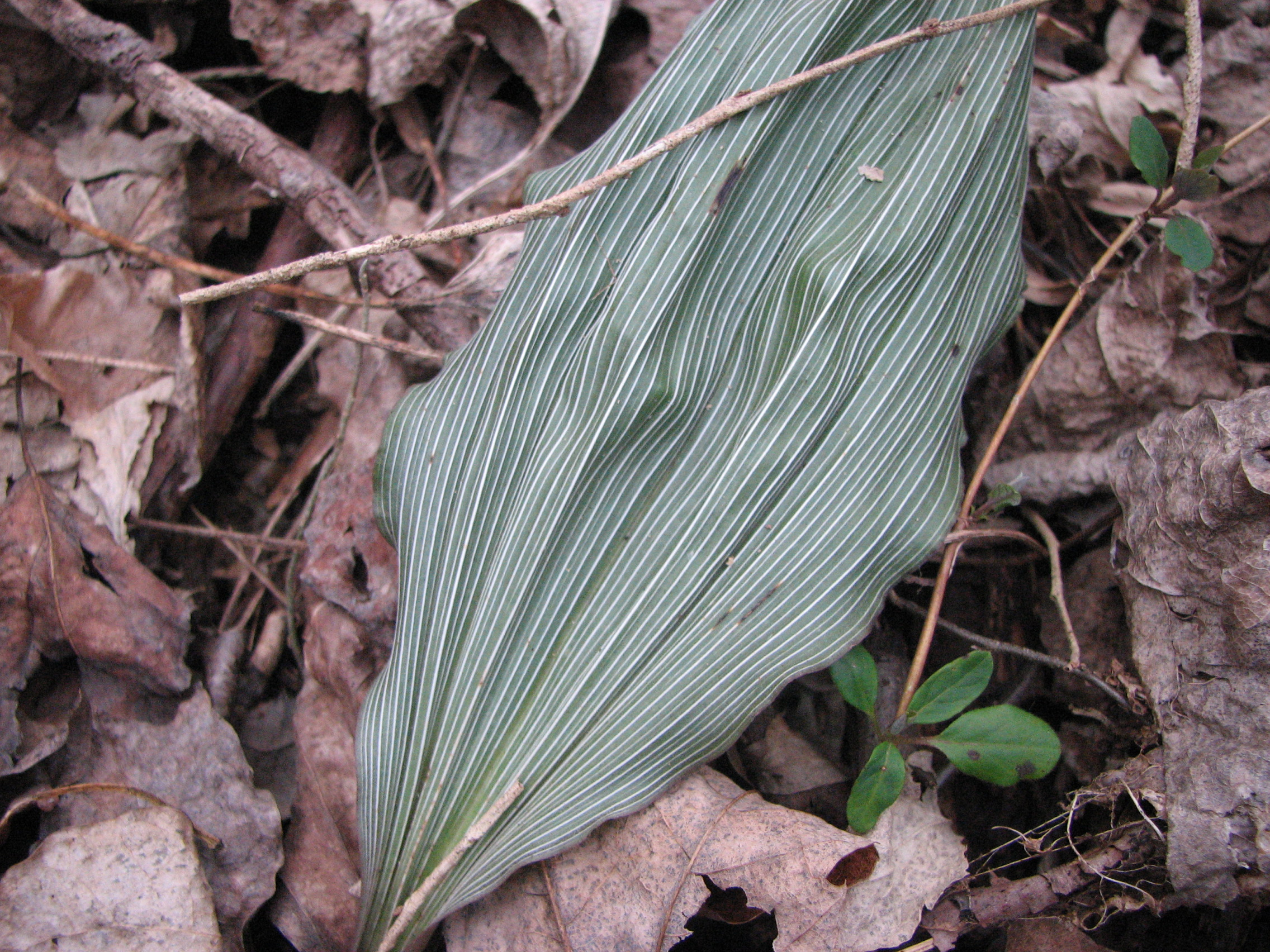